# Arthur Brown (senator)
Arthur Brown, född 8 mars 1843 i Kalamazoo County, Michigan, död 12 december 1906 i Washington, D.C., var en amerikansk republikansk politiker. Han representerade delstaten Utah i USA:s senat 1896–1897.
Brown utexaminerades 1862 från Antioch College. Han avlade 1864 juristexamen vid University of Michigan och arbetade sedan som advokat i Kalamazoo. Han flyttade 1879 till Salt Lake City.
Utah blev 1896 USA:s 45:e delstat. Till de två första senatorerna valdes Brown och Frank J. Cannon. Brown efterträddes följande år av Joseph Lafayette Rawlins.
Brown sköts den 8 december 1906 av Anne Maddison Bradley som påstod att han var far till hennes barn. Han avled fyra dagar senare och gravsattes på Mount Olivet Cemetery i Salt Lake City.